# Falcotoya citipes
Falcotoya citipes är en insektsart som beskrevs av Ronald Gordon Fennah 1969. Falcotoya citipes ingår i släktet Falcotoya och familjen sporrstritar. Inga underarter finns listade i Catalogue of Life.